# 전라남도의 기념물 (제201호 ~ 제300호)
전라남도 기념물은 지방기념물 중에서 전라남도 내에 있는 문화재를 의미한다. 최고의 문화재로 지정되지 않은 것들 중 패총, 고분, 성지, 궁지 등의 사적지 중 역사적, 학술적 가치가 있는 것, 경승지로서 예술적 기교, 관람 가치가 있는 및 동물, 식물, 광물, 동굴 등에서 학술적인 가치가 있는 것"을 대상으로 전라남도지사가 조례에 따라 지정한다.

## 지정목록

### 제201호 ~ 제300호
| 번호  | 사진 | 명칭                                                             | 소재지                                                     | 관리자 (단체)            | 지정일                                                                              | 참조 |
| 201호 |      | 나주장춘정 (羅州藏春亭)                                          | 전남 나주시 다시면 죽산리(화동마을) 969                    | 고흥류씨문중             | 2002년 4월 19일 지정                                                                |      |
| 202호 |      | 진도칠전리학계철비 (珍島七田里學계鐵碑)                          | 전남 진도군 의신면 칠전리 산173                            | 칠전유휴사후손박씨문중   | 2002년 4월 19일 지정                                                                |      |
| 203호 |      | 강진윤복신도비 (康津尹復神道碑)                                  | 전남 강진군 도암면 용흥리 산23-23                          | 해남윤씨행당공파용산종중 | 2002년 4월 19일 지정                                                                |      |
| 204호 |      | 진도망금산관방성 (珍島望金山관방城)                              | 전남 진도군 군내면 녹진리 산1,2-2                          | 진도군                   | 2002년 7월 13일 지정                                                                |      |
| 205호 |      | 영광법성진성 (靈光法城鎭城)                                      | 전남 영광군 법성면 진내리 947외 일대                       | 영광군                   | 2002년 11월 27일 지정                                                               |      |
| 206호 |      | 고흥절이도목장성 (高興折爾島牧場城)                              | 전남 고흥군 금산면 어전리 산1-1, 석정리 870-1 일대         | 고흥군                   | 2002년 11월 27일 지정                                                               |      |
| 207호 |      | 고흥남양리산성 (高興南陽里山城)                                  | 전남 고흥군 남양면 남양리 산75-1, 중산리 산150 일대        | 고흥군                   | 2002년 11월 27일 지정                                                               |      |
| 208호 |      | 고흥독치성 (高興禿峙城)                                          | 전남 고흥군 포두면 봉림리 산1, 상대리 산46 일대            | 고흥군                   | 2002년 11월 27일 지정                                                               |      |
| 209호 |      | 고흥백치성 (高興栢峙城)                                          | 전남 고흥군 도화면 신호리 산29, 30 일대                    | 고흥군                   | 2002년 11월 27일 지정                                                               |      |
| 210호 |      | 고흥오치음성 (高興烏峙陰城)                                      | 전남 고흥군 고흥군 도화면 신호리 산178-2, 178-3 일대       | 고흥군                   | 2002년 11월 27일 지정                                                               |      |
| 211호 |      | 고흥옥하리곰솔 (高興玉下里海松)                                  | 전남 고흥군 고흥읍 옥하리 145-8                            | 가락고흥군종친회         | 2002년 11월 27일 지정                                                               |      |
| 212호 |      | 고흥관리탑상골곰솔 (高興官里탑상골海松)                          | 전남 고흥군 도양읍 관리 991외                              | .                        | 2002년 11월 27일 지정                                                               |      |
| 213호 |      | 고흥금사리은행나무 (高興錦巳里銀杏나무)                          | 전남 고흥군 영남면 금사리 770-1외                          | .                        | 2002년 11월 27일 지정, 2012년 6월 13일 해제, 장마철 집중호우로 도괴되어 원형을 상실 |      |
| 214호 |      | 고흥대강리의느티나무 (高興大江里의느티나무)                      | 전남 고흥군 동강면 대강리 276                              | 대강리                   | 2002년 11월 27일 지정                                                               |      |
| 215호 |      | 영광군서회화나무 (靈光郡西槐花樹)                                | 전남 영광군 군서면 가사리 314-1외, 남죽리 대리 670-2외     | 영광군                   | 2002년 11월 27일 지정                                                               |      |
| 216호 |      | 진도초하리무환자나무 (珍島草下里無患樹)                          | 전남 진도군 의신면 초사리 산41-1                           | 초하리마을회             | 2002년 11월 27일 지정                                                               |      |
| 217호 |      | 진도석교리백목련 (珍島石橋里白木蓮)                              | 전남 진도군 임회면 석교리 416                              | 석교초등학교             | 2002년 11월 27일 지정                                                               |      |
| 218호 |      | 천도교장흥교당 (天道敎長興敎堂)                                  | 전남 장흥군 장흥읍 교촌리 25,26                            | 재단법인천도교유지재단   | 2003년 5월 27일 지정                                                                |      |
| 219호 |      | 장성김인후신도비 (長城金麟厚神道碑)                              | 전남 장성군 황룡면 맥호리 산25                             | 울산김씨문정공종중       | 2003년 10월 4일 지정                                                                |      |
| 220호 |      | 해남화원면청자요지 (海南花源面靑瓷窯址)                          | 전남 해남군 화원면 신덕리 산102외, 금평리 428-1외 일원     | 해남군수                 | 2004년 2월 13일 지정                                                                |      |
| 221호 |      | 장흥풍길리청자요지 (長興豊吉里靑瓷窯址)                          | 전남 장흥군 용산면 풍길리 산130외 일원                     | 장흥군수                 | 2004년 2월 13일 지정                                                                |      |
| 222호 |      | 신안흑산진리초령목자생지 (新安黑山鎭里招靈木自生地)              | 전남 신안군 흑산면 진리 산77                               | 신안군수                 | 2004년 2월 13일 지정                                                                |      |
| 223호 |      | 신안암태도송곡리매향비 (新安巖泰島松谷里埋香碑)                  | 전남 신안군 암태면 송곡리 109-13 외                        | 신안군                   | 2004년 9월 20일 지정                                                                |      |
| 224호 |      | 영광법성입암리매향비 (靈光法聖笠巖里埋香碑)                      | 전남 영광군 법성면 입암리 10-5                             | 영광군                   | 2004년 9월 20일 지정                                                                |      |
| 225호 |      | 광양신재최산두선생유허비 (光陽新齋崔山斗先生遺墟碑)              | 전남 광양시 광양시 광양읍 우산리 559-1                     | 광양시                   | 2005년 1월 27일 지정                                                                |      |
| 226호 |      | 화순운월리및도장리지석묘군 (和順雲月里및道莊里支石墓群)          | 전남 화순군                                                | 화순군                   | 2005년 1월 27일 지정                                                                |      |
| 227호 |      | 화순연월리지석묘군 (和順蓮月里支石墓群)                          | 전남 화순군 동복면 연월리 일원                             | 화순군                   | 2005년 1월 27일 지정                                                                |      |
| 228호 |      | 영광대마성산리지석묘군 (靈光大馬城山里支石墓群)                  | 전남 영광군 대마면 성산리 1360-9외                         | 영광군                   | 2004년 12월 13일 지정                                                               |      |
| 229호 |      | 학계리지석묘군 (鶴溪里支石墓群)                                  | 전남 영암군 학산면 학계리                                  | 영암군                   | 2005년 1월 27일 지정                                                                |      |
| 230호 |      | 여수산수리지석묘군 (麗水山水里支石墓群)                          | 전남 여수시 율촌면 산수리 산 23 외                         | 여수시                   | 2005년 1월 27일 지정                                                                |      |
| 231호 |      | 완도고금도지석묘군 (완도고금도지석묘군)                          | 전남 완도군 가교리 산34-1, 청용리 산17, 덕암리 산78        | 완도군                   | 2005년 1월 27일 지정                                                                |      |
| 232호 |      | 순천정충사 (順天旌忠祠)                                          | 전남 순천시 저전동 276외3                                  | 순천시장                 | 2005년 7월 13일 지정                                                                |      |
| 233호 |      | 강진읍성 (康津邑城)                                              | 전남 강진군 강진읍 남성리 산 1-17외 17필지                 | 강진군                   | 2005년 7월 13일 지정                                                                |      |
| 234호 |      | 진도금갑진성 (珍島金甲鎭城)                                      | 전남 진도군                                                | 진도군                   | 2005년 7월 13일 지정                                                                |      |
| 235호 |      | 화순야사리느티나무 (和順野沙里느티나무)                          | 전남 화순군 이서면 야사리 197                              | 화순군                   | 2005년 7월 13일 지정                                                                |      |
| 236호 |      | 곡성당동리산성 (谷城堂洞里山城)                                  | 전남 곡성군 죽곡면 당동리 산 12외                          | 곡성군                   | 2006년 12월 27일 지정                                                               |      |
| 237호 |      | 화순동복연둔리숲정이 (和順同福連屯里숲정이)                      | 전남 화순군 연둔리 472-1외                                 | 화순군                   | 2006년 12월 27일 지정                                                               |      |
| 238호 |      | 장흥신북구석기유적 (長興新北舊石器遺蹟)                          | 전남 장흥군 장동면 북교리 신북마을 일원(9-19번지 외)       | 장흥군                   | 2008년 4월 11일 지정                                                                |      |
| 239호 |      | 신안흑산도상라산성 (新安黑山島上羅山城)                          | 전남 신안군 흑산면 진리 산7 외                             | 신안군                   | 2008년 4월 11일 지정                                                                |      |
| 240호 |      | 광양산남리남정지석묘군 (光陽山南里南井支石墓群)                  | 전남 광양시 옥룡면 산남리 (남정마을) 산11-1, 11-5 외       | 광양시장                 | 2008년 9월 19일 지정                                                                |      |
| 241호 |      | 장성고경명신도비 (長城高敬命神道碑)                              | 전남 장성군 장성읍 영천리 430-2(오동촌)                    | 장흥고씨충렬공파종중     | 2008년 9월 19일 지정                                                                |      |
| 242호 |      | 담양매산리소나무 (담양매산리소나무)                              | 전남 담양군 대덕면 매산리 산2-1외                          | 담양군                   | 2009년 7월 3일 지정                                                                 |      |
| 243호 |      | 신안우이도선창 (新安牛耳島船艙)                                  | 전남 신안군 도초면 우이도리 167-3 인접해역                 | .                        | 2010년 5월 27일 지정                                                                |      |
| 244호 |      | 여수고락산성 (麗水鼓樂山城)                                      | 전남 여수시 문수동 산 35 외                                | 여수시                   | 2010년 11월 19일 지정                                                               |      |
| 245호 |      | 해남서동사동백나무·비자나무숲 (海南 瑞洞寺 冬柏나무·榧子나무 숲) | 전남 해남군 회원면 금평리 산45                             | 서동사                   | 2011년 8월 26일 지정                                                                |      |
| 246호 |      | 장흥장천재태고송 (長興長川齋太古松)                              | 전남 장흥군 관산읍 옥당리 89                               | .                        | 2011년 8월 26일 지정, 2017년 4월 20일 해지, 자연재해로 원형상실, 문화재 가치상실    |      |
| 247호 |      | 화순쌍봉사 (和順雙峯寺)                                          | 전남 화순군 이양면 쌍산의로 459(증리 741번지)              | 쌍봉사                   | 2014년 12월 26일 지정                                                               |      |
| 248호 |      | 해남옥천고분군 (海南玉泉古墳群)                                  | 전남 해남군 옥천면 성산리 500-1번지, 영춘리 389-10 번지 등 | 해남군수                 | 2015년 4월 23일 지정                                                                |      |
| 249호 |      | 화순고사정 (和順高士亭)                                          | 전남 화순군 화순읍 상삼2길 29(삼천리 11)                   | 해주최씨고사정파종중     | 2015년 4월 23일 지정                                                                |      |
| 250호 |      | 보성도촌리분청사기요지 (寶城道村里粉靑沙器窯址)                  | 전남 보성군 득량면 도촌리 66-1 외                          | 보성군                   | 2018년 3월 15일 지정                                                                | ,    |
| 251호 |      | 담양응용리및태목리유적 (潭陽應龍里및台木里遺蹟)                  | 전남 담양군 대전면 응용리 48-11번지 외 68필지              | 국공유, 사유             | 2019년 12월 26일 지정                                                               | ,    |
| 252호 |      | 곡성마천목묘와재실 (谷城馬天牧 墓와齋室)                         | 전남 곡성군 석곡면 방송리 276 외 4필지                     | 장흥마씨종회             | 2019년 12월 26일 지정                                                               | ,    |